# 市子 (映画)
『市子』（いちこ）は、2023年12月8日に公開された日本映画。主演は杉咲花。原作は、監督の戸田彬弘が主宰する劇団チーズtheater旗揚げ公演作品でもあり、サンモールスタジオ選定賞2015では最優秀脚本賞を受賞した「川辺市⼦のために」。

## ストーリー
2015年8月。大阪で恋人の長谷川と慎ましくも幸せな日々を送る市子はプロポーズを受けた翌日に突如失踪する。途方に暮れる長谷川は訪ねてきた刑事から川辺市子という女性は存在しないと告げられる。長谷川が市子の行方を追う最中、市子の旧友や知人らから彼女の壮絶な半生が明かされていく。
20年以上前の東大阪。バツ2でシングルマザーの川辺なつみはスナックに勤めながら幼い娘ふたりと団地で暮らしていた。長女の市子には戸籍がなかった。DV夫との離婚後まもなく新しいパートナーの子を妊娠したため、「離婚後300日問題」で出生届が出せなかったのだ。次女の月子は筋ジストロフィーという難病だった。月子の担当のソーシャルワーカー小泉はなつみと深い関係になり川辺家に入り浸るようになっていた。
市子の幼馴染を訪ねて、小学生時代の市子が“月子”と名乗っていた事を知る長谷川。しかも、同学年と思っていた月子(市子)がしばらく姿を消した後に、3学年下の1年生として入学して来たのだという。母親のなつみは、学校に通えない病弱な月子の戸籍を市子に使わせる為に、名前と年齢を偽装し1年生からやり直させたのだ。しかし、反発した市子は友人たちに、本名は市子だと打ち明ける事があったという。
2008年。月子の病状が進んで寝たきりとなり、酸素吸入、痰の吸引、排泄の介助など介護の負担がなつみと市子に重くのしかかって来た。夏の暑い日、なつみが仕事に行っている間に、魔がさして月子の酸素を止める市子。なつみと小泉は月子の遺体を生駒山に埋め、本物の月子の存在は忘れ去られた。
月子への不正な優遇措置が原因で失職した小泉は酒に溺れ、高校生になった市子に性的虐待を始めた。市子が耐え切れずに小泉を刺し殺す現場を、ベランダから覗き見る同級生の北秀和。北は市子に熱烈な想いを抱くストーカーだった。暗くなってから2人で小泉の遺体を人気のない踏切に運び、自殺を偽装する北と市子。
そのまま家出をしてホームレスとなった市子は吉田キキと出会い、彼女の紹介で住み込みの新聞配達のアルバイトを始めた。パティシエを目指すキキから、将来一緒にケーキ屋を開こうと誘われたことで、自分の「夢」を持った市子は、月子を装わずに市子として生きる自信を抱き始めた。数年後、ケーキ屋でキキと働く市子の元に、北がやって来るが、もう私のことは忘れて、と追い返す市子。そして夏祭りの夜、市子は長谷川義則と知り合い、何も知らない長谷川との同棲が始まった。
幸せな同棲生活が3年続いた。淀川花火大会の前日、長谷川は市子に浴衣を贈り、婚姻届を見せてプロポーズした。市子は涙を流して喜んだが、戸籍のない彼女は届けを出せない。更に翌日、生駒山で身元不明の白骨化した若い女性の遺体が発見されたことをテレビのニュースが告げていた。月子殺害の発覚を恐れ、逃亡しようと市子がバッグに荷物を詰めている時に長谷川が帰ってきた。バッグを置いたままベランダから逃げ、北秀和のアパートに身を寄せる市子。
数日後、失踪人届けを出した長谷川のアパートに後藤という刑事がやって来て、「川辺市子」という女性は存在しないと報告した。驚いた長谷川は市子が勤めていた新聞店や吉田キキのもとを訪ねて市子の足取りをたどった。一方の後藤刑事は、生駒山で発見された白骨化死体が、学生時代に市子が名乗っていた“川辺月子”である可能性が高い事を突き止めた。
長谷川が市子の残したバッグを調べると、底には川辺月子の健康保険証と共に川辺家の古い家族写真があり、その裏に徳島県美波町の住所が記されていた。長谷川が訪ねてみると、そこには山浦美智子という偽名で男と暮らす母親の川辺なつみがいた。
市子を助けたいと言う長谷川に、市子が月子の呼吸器を止めた一連の経緯を話すなつみ。東大阪に帰った長谷川は、後藤から教えられた北のアパートを訪ねたが、すでに市子の姿はなく連絡も取れなくなっていた。北から高校時代のこと、小泉殺しについて打ち明けられる長谷川。市子のことが好きだから助けたいという気持ちは北も強烈だったが、その一方的なストーカーぶりは市子にとって疎ましいものだった。
北見冬子という若い女性が市子を訪ねて北のアパートに現れた。「ここに来たら死ぬのを手伝ってくれるって」と、ネットの自殺願望の掲示板で市子と知り合った経緯を話す冬子。彼女は親も友人もなく仕事も辞めた孤独な女性で、市子に言われて身分証明の健康保険証を持参し、雰囲気が市子に少し似ていた。北が戸惑っていると市子から「今、海にいる」と電話が入った。北と冬子が車で海辺の町へ行くと、市子が待っていた。
翌朝、警察署から長谷川に電話する後藤刑事。しかし、長谷川はスマホを留守電にして応じなかった。そこへ、和歌山県西牟婁郡の海岸に沈む一台の乗用車が発見されたとの第一報が入った。車中からは20代とみられる男ひとり、女ひとりの遺体が見つかったという。水死体が誰であるのかは語られないが、最後に、長谷川と同棲を始めた頃の幸せな記憶に浸りつつ、歩み去る市子の姿が描かれた。

## キャスト
川辺市子
演 - 杉咲花（幼少期：奥野此美）
主人公。長谷川からプロポーズと共に浴衣を贈られるが、翌日の花火大会を前に失踪する。
長谷川義則
演 - 若葉竜也
市子と三年間同棲していた恋人。
北秀和
演 - 森永悠希
市子の高校時代の同級生。市子に片想いしていた。
小泉雅雄
演 - 渡辺大知
ソーシャルワーカー。市子の母の元恋人。
後藤修治
演 - 宇野祥平
市子を捜索中の刑事。市子の捜索願が出されたことで長谷川の元を訪れる。
川辺なつみ
演 - 中村ゆり
市子の母。スナックで働きながら男性に依存して生きている。
吉田キキ
演 - 中田青渚
市子の昔の友人。パティシエ志望で、市子にケーキの試食を頼んでいた。
北見冬子
演 - 石川瑠華
失踪した市子と接触していた女性。
田中宗介
演 - 倉悠貴
市子の高校時代の恋人。
山本さつき
演 - 大浦千佳（幼少期：網本唯舞葵）
市子の幼馴染。
幸田梢
演 - 岡陽毬
市子の中学時代の友達。
川辺月子
演 - 徳網まゆ（幼少期：小林咲花）
市子の妹。
女子1、女子2
演 - 駒板なみ、河井心絆
さつきの小学校時代の友達。
濱田
演 - 小尾颯
さつきの小学校時代の思い人。
男子
演 - 西川諄
梢の胸を触るクラスメイト。
りな
演 - 長三伊乃
さつきの娘。
男子2、男子3
演 - 逢坂真、清水学
宗介の友達。
ママ
演 - 竹下かおり
なつみが働くスナックのママ。
さつきの父
演 - 村角ダイチ
梢の母
演 - 吹越ともみ
小島
演 - 池畑暢平
刑事。
浴衣カップル
演 - 新田群青、橋本佳奈
アナウンサー
演 - 加田晶子、高松良誠、倉窪莉沙
渡辺
演 - 飯島順子
市子とキキが入居していた寮の寮母。
井出陽子
演 - みやなおこ
NGO無戸籍支援の会「アカシ」の代表。
- 梅田脩平、吉田みるく、井土伊吹

## スタッフ
- 監督 - 戸田彬弘
- 脚本 - 上村奈帆、戸田彬弘
- 原作 - 戸田彬弘
- 音楽 - 茂野雅道
- エグゼクティブプロデューサー - 小西啓介、King-Guu、大和田廣樹、小池唯一
- プロデューサー - 亀山暢央
- 撮影 - 春木康輔
- 照明 - 大久保礼司
- 録音・整音 - 吉方淳二
- 美術 - 塩川節子
- 衣裳 - 渡辺彩乃
- ヘアメイク - 七絵
- 編集 - 戸田彬弘
- キャスティング - おおずさわこ
- 助監督 - 平波亘
- ラインプロデューサー - 深澤知
- 制作担当 - 濱本敏治
- スチール - 柴崎まどか
- 制作 - basil
- 制作協力 - チーズfilm
- 製作 - 映画「市子」製作委員会
- 製作幹事・配給 - ハピネットファントム・スタジオ

## 受賞
- 第47回日本アカデミー賞
  - 優秀主演女優賞（杉咲花）[19]
- 第78回毎日映画コンクール
  - 女優主演賞（杉咲花）[20]
- 第37回高崎映画祭
  - 最優秀助演俳優賞（中村ゆり）[21]
  - 監督賞ノミネート（戸田彬弘）
- 第2回観たかったのに観れなかった映画賞 第1位[22]
- 2023年度全国映連賞（映画鑑賞団体全国連絡会議）
  - 女優賞（杉咲花）
  - ベストテン第5位
- 第46回ヨコハマ映画祭
  - 主演女優賞（杉咲花）[23]